# Pauline Chaponnière-Chaix

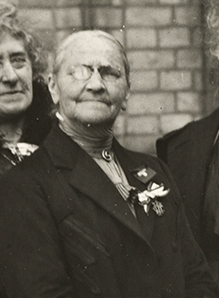
Paulista Chaponnière-Chaix.

Paulista Chaponnière-Chaix (Genebra, 1 de novembro de 1850 – Genebra, 6 de dezembro de 1934) foi uma enfermeira, feminista e sufragista suíça. Ela foi uma das quatro funcionárias do Comitê Internacional da Cruz Vermelha após a Segunda Guerra Mundial, e serviu como presidente do Conselho Internacional de Mulheres durante o período de 1920-22.